# Priolepis robinsi
Priolepis robinsi é uma espécie de peixe da família Gobiidae.
É endémica de Colômbia.